# Adam Matysek
Adam Matysek (Piekary Śląskie, 1968. július 19. –) lengyel válogatott labdarúgókapus.

## Pályafutása

### Klubcsapatban
1989 és 1993 között a Śląsk Wrocław csapatában játszott. 1993 és 1996 között a Fortuna Köln játékosa volt. 1996-tól 1998-ig az alacsonyabb osztályban szereplő FC Gütersloh kapuját védte. 1998 és 2001 között a Bayer Leverkusen csapatát erősítette. 2001-ben hazatért a Zagłębie Lubin együtteséhez. 2002-ben a Radomsko csapatában fejezte be a pályafutását.

### A válogatottban
1991 és 2002 között 34 alkalommal szerepelt a lengyel válogatottban. Részt vett a 2002-es világbajnokságon, de nem kapott lehetőséget egyetlen mérkőzésen sem.

## Külső hivatkozások
- Adam Matysek adatlapja a National-Football-Teams.com oldalon (angolul)

- Adam Matysek (angol nyelven). FootballDatabase.eu
- Adam Matysek (angol nyelven). eu-football.info
- Adam Matysek (lengyel nyelven). 90minut.pl
- Adam Matysek (német nyelven). kicker.de
- Adam Matysek adatlapja a worldfootball.net oldalon (angolul)